# Florian Pinteaux
Florian Pinteaux (Creil, 4 febbraio 1992) è un ex calciatore francese, di ruolo difensore.

## Carriera
Pinteaux ha iniziato la sua carriera giovanile giocando per l'AS Monaco. Ha poi firmato un contratto professionale con il Monaco nel 2011 e ha fatto la sua prima apparizione nel dicembre 2011, durante la partita di Ligue 2 contro Le Havre. La squadra ha totalizzato un pareggio (2-2).
Nel gennaio 2015 è entrato nell'Athlétic Club Arles-Avignon.